# Rima Nazzal
Rima Nazzal, de soltera : Kattaneh; en árabe: ريما نزال‎, (Tulkarem, 1 de mayo de 1950) es una política y autora palestina. Es miembro del Consejo Nacional Palestino y de la Unión General de Mujeres Palestinas. 

## Trayectoria
Su familia paterna procede de Lifta, un pueblo en las afueras occidentales de Jerusalén que fue despoblado a la fuerza. En 1969, tuvo que abandonar su ciudad natal en Palestina junto a su familia, cuando fue ocupada por Israel. Logró regresar a Palestina en la década de 1990, 27 años después. Se graduó en la Universidad de Damasco, donde se licenció en contabilidad.
Trabajó en la gobernación de Nablus y ocupó diferentes puestos, incluido el de directora del Departamento de la Mujer, asesora de asuntos culturales y cuestiones de la mujer y directora general de gestión financiera y administrativa. Pasó a formar parte de la secretaría de la Unión General de Mujeres Palestinas, ocupándose de sus actividades legales. También es miembro del Consejo Nacional Palestino. Durante el periodo 2022-2023, fue becaria del Proyecto de Apoyo a las Mujeres Árabes en la Mesa (SAWT) en la Iniciativa de Reforma Árabe en París.
Nazzal es uno de los miembros del consejo editorial de la revista Al Tasamoh publicada por el Centro de Derechos Humanos de Ramala. Colabora con el periódico Al-Ayyam con sede en Ramala y publica editoriales semanales en el periódico. Nazzal también trabaja para el sitio web Middle East Monitor.
Nazzal estuvo casada con Khaled Nazzal hasta el asesinato de este por agentes israelíes en Atenas el 9 de junio de 1986.